# كويل (قمر صناعي)
كويل هو برنامج تجريبي أطلقه مكتب الاستطلاع الوطني في الولايات المتحدة الأمريكية في ستينيات القرن الماضي، دار القمر حول أول رادار من الرادارات ذات الفتحة التركيبية لالتقاط صورٍ لسطح الأرض من الفضاء. لم يخطط الأمريكيون لإطلاق وتشغيل هكذا مركبة تعتمد على التصوير الراداري، فمن المعروف أن دقة النظام الخاص بها أصغر بكثير من الأنظمة التجريبية الأخرى المنقولة جوًا، لذا لم يحقق البرنامج هذا الهدف. بالمقابل، كان الغرض الأساس من البرنامج إظهار تأثير انتشار الأمواج الرادارية عبر حيّز كبيرٍ من الغلاف الجوي والغلاف الأيوني (أيونوسفير)، إذ يؤدي ذلك إلى إفساد عمل وأداء الرادار ذي الفتحة التركيبية.
وضع مكتب الاستطلاع الوطني وصفًا مفصلًا عن البرنامج، وهو متوفر على الشبكة العنكبوتية.

## الأهداف
في البداية، كان الغرض الأساسي والمرجو من التصوير الراداري هو قدرته على العمل في الليل والتقاط الصور حتى مع وجود الغيوم أو العراقيل الجوية الأخرى التي تمتص الموجات أو تشتتها، ليس ضمن الطيف المرئي فقط، بل قرب الأشعة تحت الحمراء وفوق البنفسجية. لكن الرادار قدّم ميزة الإشارة المستقبَلة والتي كانت إشارة كهربائية وجاهزة لإعادة البث الراداري على الفور. لذا أصبح البرنامج وسيلة لتجربة بث الصور–البيانات، وتجربة دوران الرادار ذي الفتحة التركيبية. كانت نظرية البث وتطوره أمورًا مفهومة وقتها، لذا أدرك العلماء أن الوسائل الموجودة لهذا الغرض في بعثة كويل لن تستطيع إظهار مستوى التفاصيل المطلوبة لتقييم المخاطر العسكرية، حتى أن أفضل الصور الملتقطة لم تكن كفيلة بتلبية هذا الغرض.

## التوصيف
أُطلق القمر على متن الصاروخ آر إم -81 أغينا-دي. كانت شركة لوكهيد هي المقاول الرئيس للمركبة وحمولة الرادار. وللإسراع في الاختبار، استُخدم تصميم رادار الفتحة التركيبية للتحليق في الفضاء، من طرف مقاول فرعي هو شركة غووديير، وذلك وفقًا لمعايير وضعها فريق بحثي من منظمة أخرى مشاركة لمّا تُعرف علاقتها بقمر كويل، وبقيت سرية.
كانت البعثة بحاجة إلى قمر واحد فقط، لكن أُنتج نموذج احتياطي وآخر هندسي. أَنجز النموذج الأول «أو بي إس «3762 جميع متطلبات الاختبار، لذا أُطلق نموذج واحد فقط لهذا السبب. وفقًا للرواية الرسمية التي قدمها مكتب الاستطلاع الوطني ، فـ «في السنوات العشرين الأولى من بدء نشاط برامج أقمار التجسس في الولايات المتحدة الأمريكية، كان برنامج كويل القمر الوحيد من نوعه القادر على العمل من البداية وحتى النهاية بدون أي أخطاء، وبسجل كامل وسليم سواء في مرحلة الإطلاق أو الدوران أو القراءة أو الاستعادة».
للحد من الحاجة إلى إشارات بيانات البث القوية من القمر، فضّل القائمون على البرنامج استخدام محطات أرضية ذات مساحة كبيرة جدًا لالتقاط الإشارة (منطقة الهوائي)، واستقبال موجّه للحزمة الضيقة للهوائي. وُجدت مثل تلك المحطات والمنشآت ذات الطبق الهوائي الكبير، والقادرة على الالتفاف بسرعة للحاق بالقمر في السماء، ضمن مدينة نيو بوسطن في نيوهامبشر، وفي قاعدة فاندنبرغ الجوية على ساحل ولاية كاليفورنيا. استُخدمت تلك المواقع أيضًا للاتصال بالرادار والتحكم بالحمولة.

## الإطلاق
وقع الإطلاق في الحادي والعشرين من شهر ديسمبر عام 1964، أما البيانات فجُمعت بشكل متقطع خلال فترتي النهار والليل لـ 4 أيام، وعن طريق الأوامر الصادرة من المراقب الأرضي ضمن محطات التعقب. لذا كانت عملية كويل مقيدة بمواقع حركية ضمن نطاق قدره 1490 كلم، وهو أقصى مسافة من خط النظر بين المحطتين الأرضيتين. كانت مواقع المحطات ضمن حدود الولايات المتحدة بشكل شبه كامل، لكن بعضها قد يصل مداه إلى كندا من المحطة الشرقية، أو إلى المكسيك من المحطة الغربية. كانت مواعيد التشغيل والعمل أشد صرامة، وانحصر النشاط في مناطق ضمن حدود قيادة دفاع الفضاء الجوي الأمريكية الشمالية، لذا كان من المهم تجنب تصوير أو إضاءة أي أراض مكسيكية، لكن ذلك لم يشمل كندا باعتبارها شريكة الولايات المتحدة في منظمة دفاع الفضاء الجوي الأمريكية الشمالية.
ولتجنب لفت الانتباه تجاه تلك المركبة الفريدة، كان نظام دورانها مشابهًا لنظام دوران الأقمار المصممة لالتقاط الصور والمستخدمة من طرف الولايات المتحدة.

## مسار الرحلة الجوية
كان أول مسار لكويل هبوطًا عبر أمريكا الجنوبية، ثم وصل إلى أقصى الجنوب قرب القارة القطبية المتجمدة وأسفل منتصف جنوب الأطلنطي. صعد القمر لاحقًا متجنبًا الساحل الشرقي لأفريقيا، ثم عبر باكستان والقمة الغربية للصين قرب ألماتي في الاتحاد السوفييتي. كانت المسارات الأخرى مشابهة لهذا الشكل، لكن ضُبط كل مسار ليبدأ من الغرب، من المسار السابق، حسب دوران الأرض في دورة مدارية واحدة بالإضافة إلى كمية ضئيلة من المدار الجيروسكوبي غربًا، بمقدار 22.5 درجة.

## معالجة البيانات
هناك 3 طرق مستخدمة لتسجيل البيانات الصورية. عُرضت البيانات ذات النوعية الأعلى على أنبوب الأشعة المهبطية، وسُجلت على فيلم فوتوغرافي. أما استرجاع الصور فكان يتم بناء على طريقة استُخدمت في الأقمار الأمريكية حينها، وتتمثل بقذف حافظة إعادة الدخول الحاوية على الفيلم، ثم التقاط الحافظة وهي في الهواء أثناء هبوطها باستخدام المظلات. لم تجرِ تلك العملية إلا بعد إتمام قمر كويل مهماته السبع في التقاط الصور، فكانت الصور الملتقطة والمسجلة في المحطات الأرضية أول وآخر الصور المتاحة. هذه الصور مسجلة من الأرض في نفس الوقت على أفلام مشابهة وعلى أشرطة مغناطيسية.
كان لتلك الصور المسجلة من الأرض دقة منخفضة بسبب ميزات التسجيل الأرضي، فكانت الأفلام المسجلة على الأرض، والمستخرجة من البيانات، أقل دقة من تلك المسجلة على متن المركبة.

## إتلاف البيانات بسبب السرية
تطلّب دمج رادار الفتحة التركيبية مع قمر مطلق في مدار إكساب البرنامج صفة سريّ للغاية وقدرة وصول محدودة جدًا. هذا ما أدى إلى إتلاف جميع الوثائق تقريبًا قبل رفع السرية عن البرنامج في التاسع من شهر يوليو عام 2012. وهكذا، لم يبق من الوثائق سوى نسخ الميكروفيلم الخاصة بالتقارير النهائية، التي حُفظت فيها المواد النصية بشكل جيد، لكن نسخ الصور خالية تقريبًا من الدرجات اللونية المتوسطة، لذا كانت غير مفهومة أو واضحة. يستثنى من هذا الحديث صورة «أوربت  «16لحقل مليء بالحطام الناتج عن فيضان، والممتد لعدة أميال وصولًا إلى البحر. بالرغم من كون الشكل الظاهر ضمن هذه الصورة ثنائي اللون تقريبًا، لكن شكله الهندسي يظهر بوضوح حتى بالنسبة للأراضي المجاورة له.